# Crête sacrale médiane
La crête sacrale médiane (ou crête sacrée médiane) est la crête osseuse verticale au milieu de la face postérieure du sacrum.
Elle résulte de la fusion des apophyses épineuses des vertèbres sacrées, et présente trois ou quatre tubercules séparés par des dépressions.
En bas elle bifurque au niveau des troisième et quatrième foramens sacrés postérieurs en deux crêtes osseuses : les cornes sacrales qui limitent latéralement le hiatus sacré et l'orifice inférieur du canal sacral.
Elle donne insertion à l'aponévrose du muscle érecteur du rachis.